# Brad Colbert
Sargento Brad "Iceman" Colbert (25 de julio de 1974) es un militar estadounidense, infante de marina del Cuerpo de Marines de los Estados Unidos, más conocido por comandar su pelotón en la invasión de Irak en 2003, en la que apareció en una serie de artículos escritos en la revista Rolling Stone por Evan Wright.
Wright era un reportero empotrado que montó en el asiento trasero del vehículo de Colbert durante este tiempo hasta su salida el 4 de mayo de 2003 durante su incursión en Irak. Wright amplió posteriormente estos artículos en el libro Generation Kill, que se convirtió en una miniserie de HBO del mismo nombre en la que Colbert es interpretado por el actor Alexander Skarsgård.
Durante su estancia en Irak a los 28 años, Colbert perteneció al convoy del Segundo Pelotón, Compañía Bravo del 1.er Batallón de Reconocimiento de la 1.ª División de Marines. Líder del convoy Alpha Team. Siempre utilizó una carabina M4.
Colbert es jefe de operaciones especiales de la escuela aerotransportada del Ejército en Fort Benning, Georgia es responsable de asegurarse de que los marines que asisten al programa reciban los conocimientos necesarios y satisfacer sus necesidades.